# Эраг
Эраг (фр. Eyragues) — коммуна на юго-востоке Франции в регионе Прованс — Альпы — Лазурный Берег, департамент Буш-дю-Рон, округ Арль, кантон Шаторенар.
Площадь коммуны — 20,78 км², население — 4179 человек (2006) с тенденцией к стабилизации: 4178 человек (2012), плотность населения — 201,1 чел/км².

## Население
Население коммуны в 2011 году составляло 4100 человек, а в 2012 году — 4178 человек.
| 1962 | 1968 | 1975 | 1982 | 1990 | 1999 | 2006 | 2011 | 2012 |
| ---- | ---- | ---- | ---- | ---- | ---- | ---- | ---- | ---- |
| 2092 | 2288 | 2512 | 2968 | 3504 | 3941 | 4179 | 4100 | 4178 |

Динамика населения:

## Экономика
В 2010 году из 2609 человек трудоспособного возраста (от 15 до 64 лет) 1888 были экономически активными, 721 — неактивными (показатель активности 72,4%, в 1999 году — 71,9%). Из 1888 активных трудоспособных жителей работали 1676 человек (869 мужчин и 807 женщин), 212 числились безработными (96 мужчин и 116 женщин). Среди 721 трудоспособных неактивных граждан 233 были учениками либо студентами, 256 — пенсионерами, а ещё 232 — были неактивны в силу других причин.
На протяжении 2010 года в коммуне числилось 1722 облагаемых налогом домохозяйства, в которых проживало 4084,0 человека. При этом медиана доходов составила 19 тысяч 105 евро на одного налогоплательщика.